# Пасічнянська сільська територіальна громада
Пасічнянська сільська громада — територіальна громада в Україні, в Надвірнянському районі Івано-Франківської області. Адміністративний центр — село Пасічна.
Утворена 2 липня 2019 року шляхом об'єднання Битківської селищної ради, Пасічнянської та Пнівської сільських рад Надвірнянського району.

## Населені пункти
До складу громади входять 1 селище (Битків) і 10 сіл:
- Білозорина
- Букове
- Зелена
- Максимець
- Мозолівка
- Пасічна
- Пнів
- Постоята
- Соколовиця
- Черник

## Природоохоронні території
- Вижній кедринець